# بنسری
بنسری (به انگلیسی: Banseri) یک منطقهٔ مسکونی در پاکستان است که در خیبر پختونخوا واقع شده‌است. بنسری ۱٬۱۶۸ متر بالاتر از سطح دریا واقع شده‌است.